# Folake Olowofoyeku
Folake Olowofoyeku, nota anche con lo pseudonimo di The Folake (Lagos, 26 ottobre 1983), è un'attrice nigeriana.
È celebre per il ruolo di Abishola nella sitcom Bob Hearts Abishola.

## Biografia
Folake Olowofoyeku nasce in Nigeria dal politico Babatunji Olowofoyeku e da Felicia Olowofoyeku, di etnia Yoruba, ed è la più giovane di 20 figli. Uno dei suoi fratelli maggiori è il musicista Toby Foyeh. Il suo nome è un omaggio alla prima Senior Advocate of Nigeria, Folake Solanke. La Olowofoyeku ha spiegato dell'importanza dei nomi nella cultura Yoruba. Il suo nome significa "usare la ricchezza non monetaria per coccolare", e il suo cognome significa che "un uomo ricco usa il titolo di capo per completare la propria ricchezza".
Emigrata negli Stati Uniti nel 2001, all'età di 18 anni, si laurea in recitazione presso il New York City College, dove gioca a basket nella squadra dei CCNY Beavers.

## Vita privata
Folake Olowofoyeku parla fluentemente lo Yoruba e l'inglese. Abita a Los Angeles.
È una grande amante della fantascienza e delle opere di Octavia E. Butler, della quale considera il libro del 1980 Seme selvaggio (Wild Seed) come il suo preferito.

## Filmografia

### Attrice

#### Cinema
- Protesters, regia di Tasciotti – direct-to-video (2003)
- When They Could Fly, regia di Piotr Kajstura – cortometraggio (2006)
- 10,000 A.D.: The Legend of a Black Pearl, regia di Raul Gasteazoro e Giovanni Messner – direct-to-video (2008)
- In Search of Myster Ey, regia di Tasciotti (2008)
- Staged Archive, regia di Maryam Jafri – cortometraggio (2008)
- The Child Within, regia di Luchia Dragosh (2009)
- Mr. Beaver (The Beaver), regia di Jodie Foster (2011)
- Hellbenders, regia di J.T. Petty (2012)
- Gideon's Cross, regia di Damone Williams e Jenise Whitehead – cortometraggio (2014)
- Kepler X-47, regia di Erin Li – cortometraggio (2014)
- Female Fight Club, regia di Miguel Ángel Ferrer (2016)
- Death Race 2050, regia di G. J. Echternkamp – direct-to-video (2017)
- Central & Broadway, regia di Chelsea Woods – cortometraggio (2018)
- The Bride, regia di Eren Celeboglu e Ari Costa – cortometraggio (2018)
- Armed, regia di Mario Van Peebles (2018)

#### Televisione
- Law & Order - Unità vittime speciali (Law & Order: Special Victims Unit) – serie TV, episodi 6x20-13x01 (2005-2011)
- 30 Rock – serie TV, episodio 4x13 (2010)
- Law & Order: Criminal Intent (Criminal Intent) – serie TV, episodi 9x01-9x02 (2010)
- White Collar – serie TV, episodi 2x04-2x05 (2010)
- Modern Family – serie TV, episodio 6x04 (2014)
- Le regole del delitto perfetto (How to Get Away with Murder) – serie TV, episodio 2x14 (2016)
- Westworld - Dove tutto è concesso (Westworld) – serie TV, episodio 1x04 (2016)
- Colony – serie TV, episodio 2x04 (2017)
- The Gifted – serie TV, episodio 1x02 (2017)
- Transparent – serie TV, 4 episodi (2017-2019)
- The Filth – serie TV, episodio 1x04 (2019)
- Etheria – serie TV, episodio 1x04 (2020)
- Bob Hearts Abishola – serie TV, 90 episodi (2019-2024)

#### Videoclip
- David Bowie The Stars (Are Out Tonight), regia di Floria Sigismondi (2013)
- David Bowie The Next Day, regia di Floria Sigismondi (2013)

### Doppiatrice

#### Videogiochi
- World of Warcraft: Battle for Azeroth, regia di Alex Afrasiabi, Ion Hazzikostas e Chris Robinson (2018)
- Vader Immortal: A Star Wars VR Series - Episode I, regia di Ben Snow (2019)
- Vader Immortal: A Star Wars VR Series - Episode II, regia di Ben Snow (2019)
- Vader Immortal: A Star Wars VR Series - Episode III, regia di Ben Snow (2019)

## Discografia

### Singoli
- 2019 - Happy Happy (Money dun Come)
- 2021 - Melanin No Ni
- 2021 - Ehen Ehen Okay Okay